# Neuweiler (powiat Calw)
Neuweiler – miejscowość i gmina w Niemczech, w kraju związkowym Badenia-Wirtembergia, w rejencji Karlsruhe, w regionie Nordschwarzwald, w powiecie Calw, wchodzi w skład związku gmin Teinachtal. Leży w północnym Schwarzwaldzie, ok. 12 km na południowy zachód od Calw.

## Dzielnice
Gmina dzieli się na siedem dzielnic: Agenbach, Breitenberg, Gaugenwald, Hofstett, Neuweiler, Oberkollwangen oraz Zwerenberg.